# 泸水山梅花
泸水山梅花（学名：Philadelphus lushuiensis）为虎耳草科山梅花属下的一个种。

## 扩展阅读
- 維基物種上的相關：泸水山梅花